# Quinta de Marques Gomes

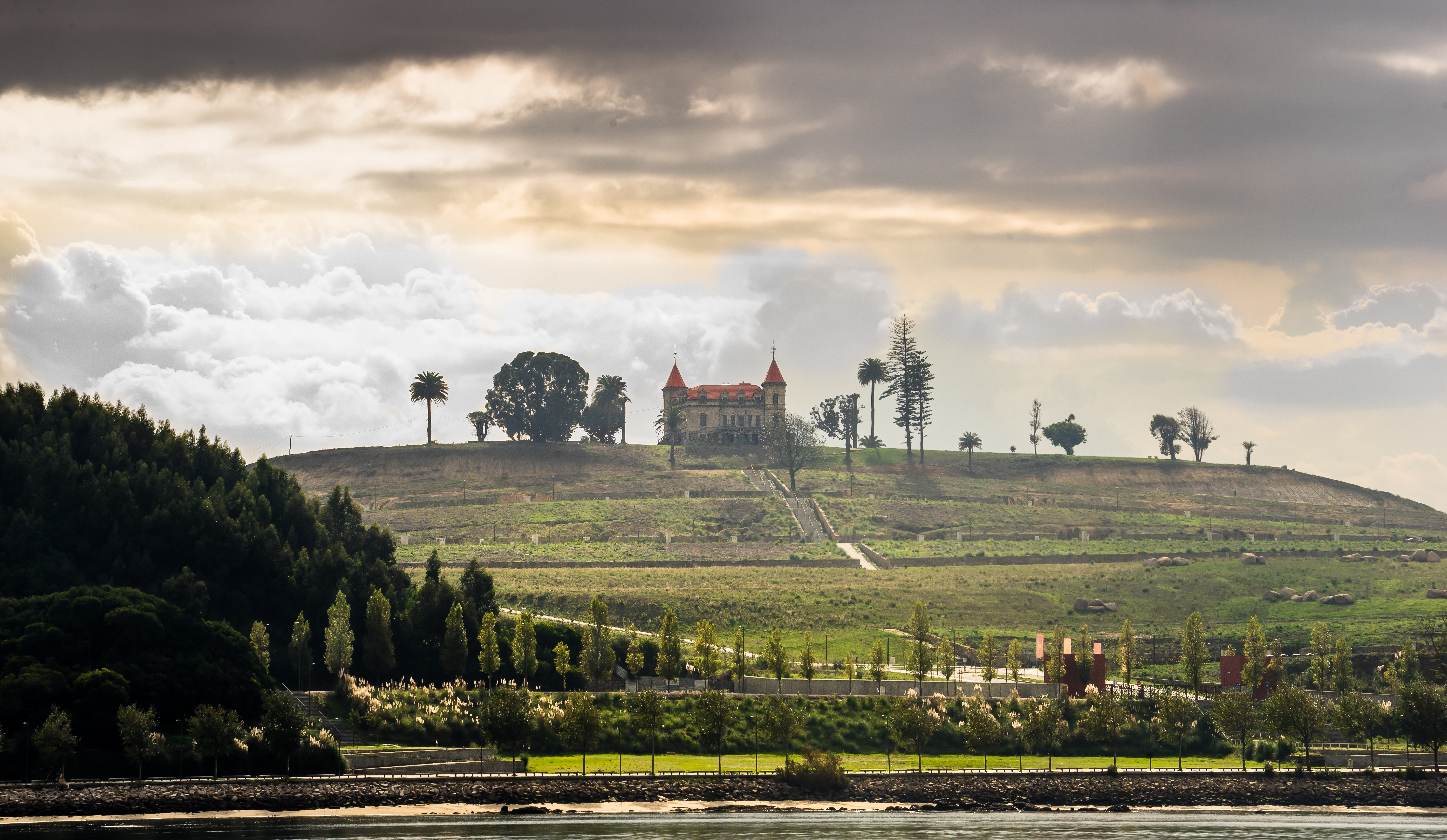
Situação em 2016.

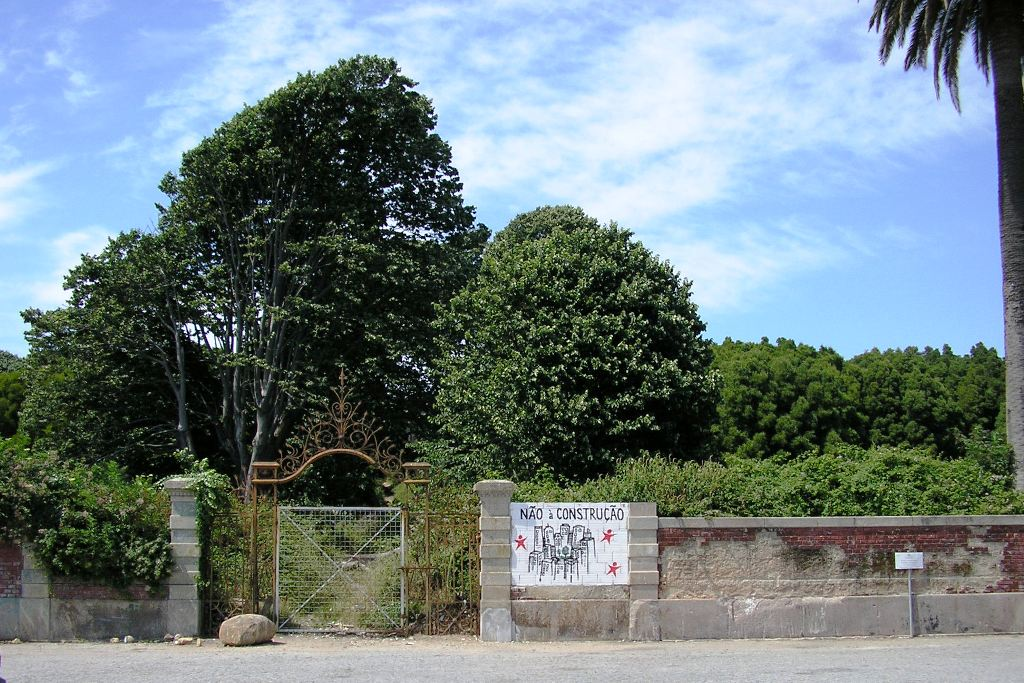
Quinta de Marques Gomes: entrada.

A Quinta de Marques Gomes, também referida como Quinta do Montado ou Palacete da Quinta do Montado, localiza-se na freguesia de Canidelo, no Município de Vila Nova de Gaia, Distrito do Porto, em Portugal.

## História
A quinta foi propriedade do empreendedor e empresário Manuel Marques Gomes (1867-1932), benemérito de várias instituições e promotor de numerosas obras de interesse público entre finais do século XIX e a década de 1930.
No centro da quinta existe um palacete de finais do século XIX. Desabitado, foi ocupado no período que se seguiu ao 25 de Abril de 1974. Entre 1975 e 1991, abrigou o Centro Popular de Canidelo e a Cooperativa para a Educação de Crianças Inadaptadas (Cercigaia). Atualmente encontra-se em precário estado de conservação.
A propriedade encontra-se hoje em mãos da Espírito Santo Fundos Imobiliários (Banco Espírito Santo) que apresentou um projeto que previa a construção de 1.100 casas ocupando uma área de 148 mil metros quadrados. Este ambicioso projecto construtivo gerou muita polémica, levando a Comissão de Coordenação e Desenvolvimento Regional do Norte a chumbá-lo. Por acordo com a "Gaia Polis" e a Câmara Municipal de Gaia, a entidade promotora acabou por aceitar uma redução em dois terços da capacidade construtiva.
Para além disso, prevê-se preservar 100 mil metros quadrados de espaço verde que, cedidos à autarquia, irão permitir a criação do Parque Urbano do Vale de São Paio.

## Características
Na margem esquerda do rio Douro, constitui-se numa vasta propriedade de 36 hectares.
O palacete constitui uma ampla edificação, de boa traça, com 37 salas distribuídas entre o rés-do-chão e dois andares, cercado por árvores e um jardim. No interior tem tetos lavrados e paredes ornamentadas com frescos.